# Ludwig Späth
Ludwig Späth (parfois rencontré sous son nom francisé Louis Späth) (1793–1883) était un botaniste et pépiniériste prussien.
Il était le père de Franz Ludwig Späth.
Le cultivar de lilas “Andenken an Ludwig Späth” / “Souvenir de Louis Späth” a été nommé en son honneur,.